# McCreary
McCreary es un municipio canadiense situado en la provincia de Manitoba.

## Superficie
McCreary tiene una superficie de 527,77 km².

## Demografía
En 2021, tenía 748 habitantes, una densidad poblacional de 1,4 hab./km², y 396 viviendas.